# Forgotten Sunrise
Forgotten Sunrise – estoński zespół muzyczny z nurtu industrial metal, założony w 1992 r. w Tallinnie.
Grupa oprócz działalności studyjnej (do października 2007 r. wydała osiem albumów) sporo koncertuje. Zaczynała od estońskiej sceny muzycznej, występując jako support przy koncertach takich grup jak: Accessory, Hocico, Dimmu Borgir, Katatonia, Destruction, Combichrist, Moonspell, Mortiis czy Susperia. Występowała także na litewskim festiwalu Mėnuo Juodaragis.

## Skład zespołu

### Obecni członkowie
- Anders – wokal, programowanie samplerów
- Gerty – instrumenty klawiszowe, żeński wokal
- Pavel – gitara

### Byli członkowie
- Evestus – perkusja
- George – instrumenty klawiszowe
- Ginger-Lizzy – instrumenty elektroniczne
- Jan Talts – gitara basowa
- Keijo Koppel – gitara
- Kusti – gitara
- Meelis Looveer – programowanie samplerów
- Renno Süvaoja – gitara
- Riivo Torstenberg – gitara basowa
- Tiux – żeński wokal, instrumenty klawiszowe
- Tarvo Valm – perkusja
- Andrey Voinov – gitara basowa

## Dyskografia
- Behind The Abysmal Sky 1993
- Forever Sleeping Greystones 1994
- Forgotten Sunrise 1999
- a.Nimal f.Lesh – Looma Liha 2000
- Ple:se Disco-Nnect Me 2003
- Ru:mipu:dus 2004
- Never(k)now 2005
- Willand 2007
- Different Knots of Ropelove 2007
- Behind The Abysmal Sky / Forever Sleeping Greystones 2009 (reedycja)
- The Moments When God Was Wrong 2009